# Corymbitodes
Corymbitodes is een geslacht van kevers uit de familie  
kniptorren (Elateridae).
Het geslacht is voor het eerst wetenschappelijk beschreven in 1904 door Buysson.

## Soorten
Het geslacht omvat de volgende soorten:
- Corymbitodes aurata Fleutiaux, 1942
- Corymbitodes captiosus Gurjeva, 1985
- Corymbitodes christophi (Kiesenwetter, 1879)
- Corymbitodes concolor (Lewis, 1894)
- Corymbitodes corybas Gurjeva, 1982
- Corymbitodes epipedus Gurjeva, 1985
- Corymbitodes excellens Gurjeva, 1962
- Corymbitodes fuscipes (Miwa, 1931)
- Corymbitodes gratus (Lewis, 1894)
- Corymbitodes kambaitiana Fleutiaux, 1942
- Corymbitodes kiiensis Ôhira, 1999
- Corymbitodes lobatus (Eschscholtz, 1822)
- Corymbitodes malaisei Fleutiaux, 1942
- Corymbitodes nikkoensis (Jakobson, 1913)
- Corymbitodes obscuripes (Lewis, 1894)
- Corymbitodes pygmaeus (Van Dyke, 1932)
- Corymbitodes rubripennis (Lewis, 1894)
- Corymbitodes rufus Jiang, 1993
- Corymbitodes speciosus (Miwa, 1928)
- Corymbitodes takabai Kishii, 2004